# Каради, Каталин
Каталин Каради (настоящая фамилия — Канцлер) (венг. Katalin Karády; 8 декабря 1910, Будапешт, Австро-Венгрия — 8 февраля 1990, Нью-Йорк, США) — венгерская актриса театра и кино, певица. Одна из наиболее известных и популярных кинозвезд Венгрии 1940-х годов.

## Биография
Родилась в семье сапожника в рабочем пригороде Будапешта. Училась в ремесленном училище. После неудавшегося брака с мужчиной, намного старше её по возрасту, занялась актёрской деятельностью. Поступила в труппу Будапештского театра комедии.
В 1939—1948 годах сыграла ряд ролей, принесших ей славу кинодивы и женщины-вамп венгерского кинематографа. Выступала на эстраде.
Образ роковой женщины с ярко выраженной эротической аурой, кроме эффектной внешности подчеркивал выразительный голос, который сравнивали с голосами Цары Леандер и Марлен Дитрих. Часто играла в фильмах со звездой киноэкрана Палом Явором, крупнейшим мужским секс-символом венгерского фильма тех лет.
В 1942 году К. Каради попала под следствие за попытку вызволить Дьёрдя Денеша, еврейского поэта, писавшего для неё песни, из трудового лагеря в прифронтовой полосе.
Её карьера закончилась после того, как 18 апреля 1944 года К. Каради была арестована гестапо, подвергнута жестокому обращению и содержалась в тюрьме в течение нескольких месяцев.
В 1944 году, после того как немецкие части вошли в Венгрию, Каради была арестована вместе со своим любовником Иштваном Уйсаси.
После того, как им удалось выбраться из нацистских застенков, Каради, подкупив палачей своими драгоценностями, спасла нескольких еврейских детей, которых собирались расстрелять на берегу Дуная. До освобождения Будапешта советскими войсками в 1945 году дети жили в квартире актрисы.
После окончания войны и прихода к власти коммунистов, Каради удалось сняться только в одном фильме (1948). В 1949 году она эмигрировала в Южную Америку, в Бразилию. С 1977 года жила в Нью-Йорке, где, по некоторым данным, до смерти в 1990 году работала модисткой в небольшом магазинчике головных уборов. Прах актрисы был перезахоронен в Будапеште.
В 2001 году о жизни актрисы снял фильм «Тлеющая сигарета» известный кинорежиссёр Петер Бачо.
В 2004 году Каталин Каради внесена музеем-мемориалом Холокоста «Яд ва-Шем» в число Праведников Мира за её деятельность по спасению евреев в годы Второй мировой войны.

## Избранная фильмография
Снялась в более, чем 25 фильмах.
- 1939 — Halálos tavasz
- 1941 — Egy tál lencse
- 1941 — A szűz és a gödölye
- 1943 — Ópiumkeringő
- 1943 — Укрощение строптивой
- 1943 — Külvárosi őrszoba
- 1944 — Szováthy Éva
- 1944 — Machita
- 1944 — Valamit visz a víz
- 1948 — Жаркие поля